# Mighty Bomb Jack
Mighty Bomb Jack ist ein Spielhallenspiel, das später auch für das Nintendo Entertainment System (NES) erschien (1987 von Tecmo), und dann auch für Amiga, Atari ST und Commodore 64. Es ist der Nachfolger von Bomb Jack (1984). Das Spiel ist über Virtual Console auch für Wii und Nintendo 3DS erhältlich.

## Spielprinzip
Der Held des Spiels, Jack, muss 16 Level einer Pyramide hinter sich bringen, um den Dämonen Belzebut zu besiegen und die königliche Pamera-Familie zu retten.
Jedes Level ist in 2 Teile aufgeteilt – eine Action-Zone und einen königlichen Palastraum. Die Spielmechanik der Palasträume ist aus dem Vorgängerspiel übernommen. Action-Zonen können in mehrere Sektionen aufgeteilt sein und in Schatzkisten versteckte Power-ups beinhalten: Geldsäcke, Mighty Coins und Mighty Drinks. Mighty Coins erlauben es Jack, eine andere Farbe anzunehmen; Blau ermöglicht es, orange Kisten zu öffnen. Orange ermöglicht es, jede Kiste durch bloßes Berühren von der Seite zu öffnen. Grün verwandelt die Gegner auf dem Bildschirm für 5 Sekunden in Münzen.
Mighty Drinks geben dem Spieler 10 Sekunden zusätzliche Zeit. In den Action-Zonen können Geheimbereiche gefunden werden, aktiviert durch das Auffinden einer Sphinx in einer sichtbaren oder unsichtbaren Schatzkiste.
Um ein zu starkes „Gierigwerden“ des Spielers zu verhindern, wird er automatisch in einen „Folterraum“ geschickt, wenn er mehr als 9 Mighty Coins oder mehr als 99 Sekunden auf dem Timer hat. Der einzige Weg, diesen Raum ohne Lebensverlust zu verlassen besteht in einer Reihe von Sprüngen, die auf dem Bildschirm abgezählt werden. Ist der Spieler dem „Folterraum“ entronnen, verliert Jack automatisch alle Mighty Coins, der Timer wird auf 60 gestellt, und der momentane Level von vorne begonnen.
Eine Vs.-Series-Version des Spiels kam im Jahr 1986 auf dem japanischen Markt heraus (nicht zu verwechseln mit der originalen Arcade-Version); ein paar Änderungen waren vorgenommen worden: Zweispielermodus, Position mancher Geheimbereiche, entfernen eines Warp-Tricks in den Palasträumen (In der NES-Version konnte Jack sich zum nächsten Palastraum teleportieren, wenn er die erste brennende Bombe im momentanen Raum berührte, nachdem die anderen 23 gesammelt waren).
Mighty Bomb Jack kam bei Tecmo Super Bowl in einem Gastauftritt vor, während der Halbzeitshow des Super Bowl.